# Tramwaje na Ukrainie
Tramwaje na Ukrainie – systemy komunikacji tramwajowej działające na Ukrainie.
Według stanu z lutego 2020 roku na Ukrainie istnieje 18 systemów tramwajowych – czternaście z nich to systemy szerokotorowe (1524 mm), a cztery wąskotorowe (1000 mm).

## Charakterystyka
Najmłodsza sieć tramwajowa znajduje się w Konotopie, natomiast najstarsza we Lwowie. Największa sieć położona jest w Kijowie, z kolei najmniejsza w Żytomierzu i liczy 17,5 km torowisk. Większość systemów tramwajowych funkcjonuje na wschodzie kraju. W czasie przynależności Ukrainy do ZSRR uruchomiono 20 nowych systemów tramwajowych. Po upadku ZSRR zamknięto sieci tramwajowe w Makiejewce (2006 r.) i Kadijewce (2007 r.). Po rozpoczęciu działań wojennych na wschodzie Ukrainy likwidacji uległo kilka sieci w obwodzie donieckim: Konstantynówce (2016 r.), Awdijiwce i Kramatorsku (2017 r.) oraz sieć w Ługańsku (2015 r.).

## Systemy
| Miasto lub obszar       | Operator                                                                | Rozstaw                     | Długość sieci | Data     | Data           | Data        | Artykuł                               |
| Miasto lub obszar       | Operator                                                                | Rozstaw                     | Długość sieci | otwarcia | elektryfikacji | likwidacji  | Artykuł                               |
| ----------------------- | ----------------------------------------------------------------------- | --------------------------- | ------------- | -------- | -------------- | ----------- | ------------------------------------- |
| Awdijiwka               | Awdijiwśke TTU                                                          | 1524 mm                     | 24 km         | 1965     | 1965           | 2017        | Tramwaje w Awdijiwce                  |
| Berdyczów               |                                                                         | 1000 mm                     |               | 1892     | brak           | 1921        | Tramwaje w Berdyczowie                |
| Białogród nad Dniestrem |                                                                         | 1524 mm                     |               | 1904     | brak           | 1930        | Tramwaje w Białogrodzie nad Dniestrem |
| Charków                 | Żowtnewe tramwajne depo Sałtiwśke tramwajne depo Miśkełektrotransserwis | 1524 mm                     | 217,2 km      | 1934     | 1934           | funkcjonuje | Tramwaje w Charkowie                  |
| Czerniowce              |                                                                         | 1000 mm                     |               | 1897     | brak           | 1967        | Tramwaje w Czerniowcach               |
| Dniepr                  | Dniprowśkyj ełektrotransport                                            | 1524 mm                     | 172 km        | 1897     | 1897           | funkcjonuje | Tramwaje w Dnieprze                   |
| Donieck                 | Donełektroawtotrans                                                     | 1524 mm                     | 129,5 km      | 1928     | 1928           | funkcjonuje | Tramwaje w Doniecku                   |
| Drużkiwka               | Drużkiwka awtoełektrotrans                                              | 1524 mm                     | 29,4 km       | 1945     | 1945           | funkcjonuje | Tramwaje w Drużkiwce                  |
| Eupatoria               | Tramwajne uprawlinnia imeni Pjatećkoho                                  | 1000 mm                     | 20 km         | 1913     | 1913           | funkcjonuje | Tramwaje w Eupatorii                  |
| Gorłówka                | Gorłіwśkie tramwajno-trołejbusne uprawlinnia                            | 1524 mm                     | 59,4 km       | 1932     | 1932           | funkcjonuje | Tramwaje w Gorłówce                   |
| Jenakijewe              | Jenakijewśke tramwajno-trołejbusne uprawlinnia                          | 1524 mm                     | 32,7 km       | 1932     | 1932           | funkcjonuje | Tramwaje w Jenakijewem                |
| Kadyjewka               |                                                                         | 1524 mm                     | 18,3 km       | 1937     | 1937           | 2007        | Tramwaje w Kadyjewce                  |
| Kamieńskie              | Transport                                                               | 1524 mm                     | 77,2 km       | 1935     | 1935           | funkcjonuje | Tramwaje w Kamieńskiem                |
| Kercz                   |                                                                         | 1524 mm                     | 7,2 km        | 1935     | 1935           | 1944        | Tramwaje w Kerczu                     |
| Kijów                   | Kyjiwpasstrans                                                          | 1524 mm                     | 230,2 km      | 1891     | 1891           | funkcjonuje | Tramwaje w Kijowie                    |
| Kołomyja                |                                                                         | 1435 mm                     |               | 1886     | 1886           | 1967        | Tramwaje w Kołomyi                    |
| Konotop                 | Konotopśke tramwajne uprawlinnia                                        | 1524 mm                     | 27,8 km       | 1949     | 1949           | funkcjonuje | Tramwaje w Konotopie                  |
| Konstantynówka          | Kostiantyniwśke tramwajne uprawlinnia                                   | 1524 mm                     | 50,7 km       | 1931     | 1931           | 2016        | Tramwaje w Konstantynówce             |
| Kramatorsk              | Kramatorśke tramwajno-trołejbusne uprawlinnia                           | 1524 mm                     | 34,7 km       | 1937     | 1937           | 2017        | Tramwaje w Kramatorsku                |
| Kropywnycki             |                                                                         | 1000 mm                     | 16,2 km       | 1897     | 1897           | 1941        | Tramwaje w Kropywnyckim               |
| Krzemieńczuk            | Kremenczućki tramwaji                                                   | 1524 mm                     | 11,7 km       | 1899     | 1899           | 1919        | Tramwaje w Krzemieńczuku              |
| Krzywy Róg              | Szwydkisnyj tramwaj                                                     | 1524 mm                     | 131,5 km      | 1935     | 1935           | funkcjonuje | Tramwaje w Krzywym Rogu               |
| Lwów                    | Lwiwełektrotrans                                                        | 1000 mm                     | 81,8 km       | 1880     | 1894           | funkcjonuje | Tramwaje we Lwowie                    |
| Ługańsk                 | Łuhanśkełełektrotrans                                                   | 1524 mm                     | 92,2 km       | 1934     | 1934           | 2015        | Tramwaje w Ługańsku                   |
| Makiejewka              | Makełektrotrans                                                         | 1524 mm                     | 44,3 km       | 1924     | 1924           | 2006        | Tramwaje w Makiejewce                 |
| Mariupol                | Mariupolśke tramwajno-trołejbusne uprawlinnia                           | 1524 mm                     | 100,3 km      | 1933     | 1933           | funkcjonuje | Tramwaje w Mariupolu                  |
| Mikołajów               | Mykołajiwełektrotrans                                                   | 1524 mm (do 1914 – 1000 mm) | 69,6 km       | 1897     | 1914           | funkcjonuje | Tramwaje w Mikołajowie                |
| Mołoczne                | Pansionat Bereh                                                         | 1000 mm                     | 1,6 km        | 1989     | 1989           | 2014        | Tramwaje w Mołocznem                  |
| Niżyn                   |                                                                         | 1524 mm                     |               | 1915     | brak           | 1927        | Tramwaje w Niżynie                    |
| Odessa                  | Odesmiśkełektrotrans                                                    | 1524 mm (do 1971 – 1000 mm) | 197,63 km     | 1880     | 1907           | funkcjonuje | Tramwaje w Odessie                    |
| Sewastopol              |                                                                         | 1000 mm                     |               | 1898     | 1898           | 1942        | Tramwaje w Sewastopolu                |
| Symferopol              |                                                                         | 1000 mm                     |               | 1914     | 1914           | 1970        | Tramwaje w Symferopolu                |
| Świętogórsk             |                                                                         | 1524 mm                     |               | 1930     | brak           | 1941        | Tramwaje w Świętogórsku               |
| Winnica                 | Winnyćka transportna kompanija                                          | 1000 mm                     | 44 km         | 1913     | 1913           | funkcjonuje | Tramwaje w Winnicy                    |
| Wuhłehirśk              |                                                                         | 1524 mm                     | 6,5 km        | 1958     | 1958           | 1980        | Tramwaje w Wuhłehirśku                |
| Zaporoże                | Zaporiżełektrotrans                                                     | 1524 mm                     | 99,3 km       | 1932     | 1932           | funkcjonuje | Tramwaje w Zaporożu                   |
| Żytomierz               | Żytomyrśke tramwajno-trołejbusne uprawlinnia                            | 1000 mm                     | 17,5 km       | 1899     | 1899           | funkcjonuje | Tramwaje w Żytomierzu                 |

Znaczenie kolorów użytych w tabeli:
     system istniejący, 
     system nieistniejący, 
     system budowany, 
     system scalony z innym.